# 関電アメニックス
株式会社関電アメニックス（かんでんアメニックス）は大阪府大阪市西区に本社を置き、ホテル事業を中心とした飲食業や売店事業、旅客バス事業など幅広いサービス業を展開する関西電力グループの企業である。

## 沿革
- 1963年（昭和38年）6月 - 北アルプス交通開業。
- 1964年（昭和39年）8月 - 関西電機商事株式会社設立。関西電気商品株式会社の営業権を継承。
- 1966年（昭和41年）10月 - 武庫ノ台ゴルフコース開場。
- 1969年（昭和44年）6月 - 黒部湖遊覧船初代「黒部丸」運航開始。
- 1974年（昭和49年）7月 - 日向山高原ゴルフコース開場。
- 1988年（昭和63年）7月 - くろよんロイヤルホテル開業。
- 1992年（平成4年）
  - 7月 - 株式会社関電アメニックスへ商号変更。
  - 12月 - 中之島プラザ開業。
- 1994年（平成6年）4月 - 尼崎テクノランド開場。
- 1997年（平成9年）4月 - エルイン京都開業。
- 2000年（平成12年）6月 - 黒部湖遊覧船2代目「ガルベ」運航開始。
- 2002年（平成14年）4月 - 子会社として、株式会社エル・スエヒロフードサービス設立。
- 2004年（平成16年）10月 - 関西電力グループ各社の再編に伴い、組織・事業内容を変更。
- 2006年（平成18年）4月 - 中之島プラザリニューアルオープン。結婚式場アゴラシオン開業。
- 2017年（平成29年）11月 - エルイン京都リニューアル（新館オープン）。
- 2019年（平成31年/令和元年）
  - 4月 - ホテル エルシエント京都リブランドオープン。
  - 7月 - 株式会社エル・スエヒロフードサービスの寮管理事業を譲受。
- 2020年（令和2年）
  - 7月 - ANAホリデイ・インリゾート信濃大町くろよんリブランドオープン。
  - 8月 - ホテル エルシエント大阪開業。
- 2021年（令和3年）3月 - 結婚式場アゴラシオン営業終了。
- 2022年（令和4年）9月 - 中之島プラザ営業終了。
- 2023年（令和5年）10月 - 武庫ノ台ゴルフコースをパシフィックゴルフマネージメント株式会社へ事業譲渡。
- 2024年（令和6年）
  - 3月 - 尼崎テクノランド営業終了。
  - 10月 - 本社移転。
  - 11月 - 黒部湖遊覧船の運航事業終了。

- 2025年（令和7年）
  - 4月 - 日向山高原ゴルフコース「クラブハウス」リニューアルオープン。

## 事業所

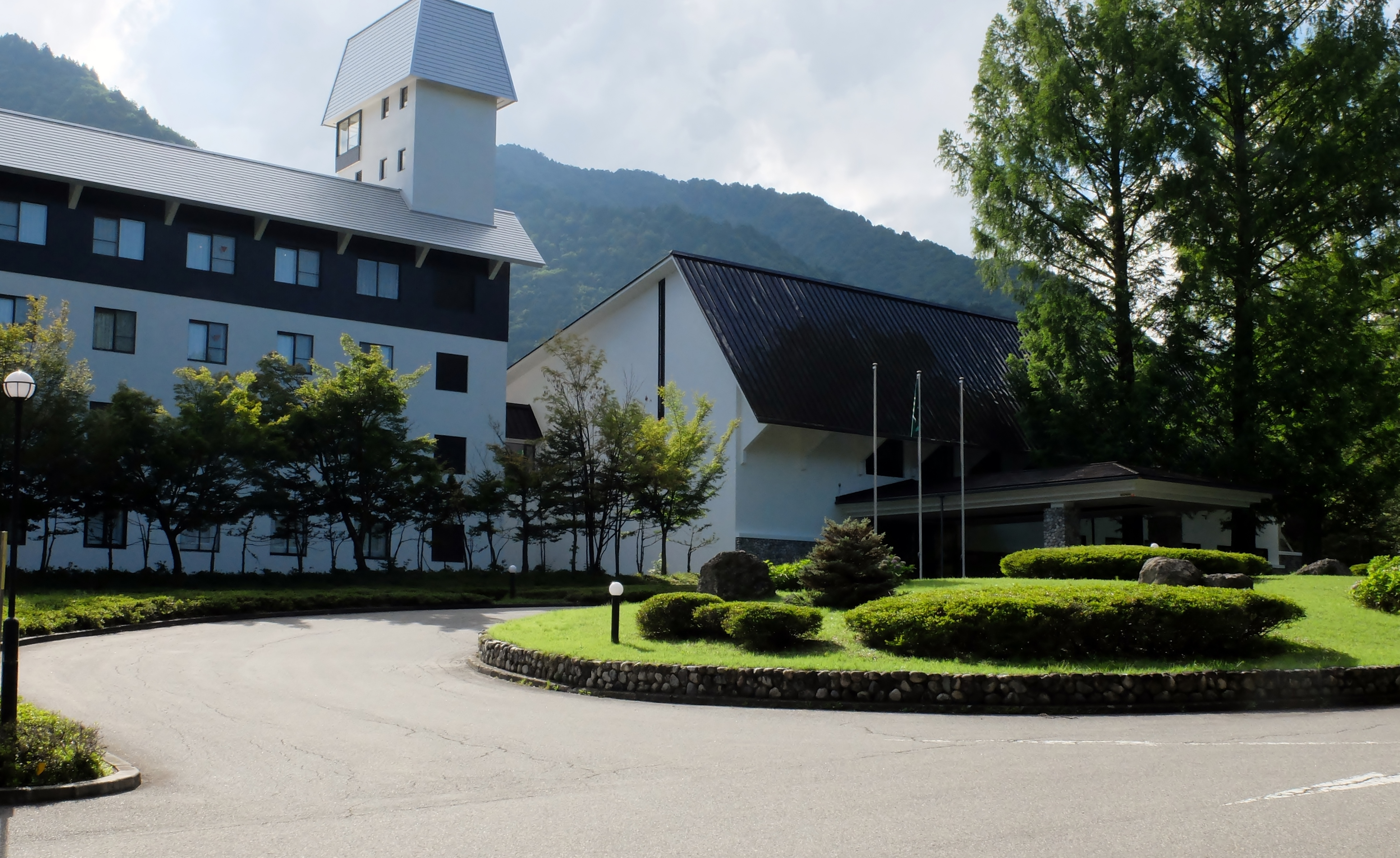
ANAホリデイ・インリゾート信濃大町くろよん

- エルシエント京都事業部 - 京都府京都市南区東九条東山王町13番地
- エルシエント大阪事業部 - 大阪府大阪市北区曾根崎1丁目2-7
- くろよん観光事業部 - 長野県大町市平2010番地17
- 北アルプス交通事業部 - 長野県大町市平180番地8
- ドミトリー事業部 - 大阪府大阪市西区阿波座1丁目6−1 JMSビル西本町01

## 事業概要
現在の事業の詳細は、公式サイトの事業紹介を参照。

### ホテル事業
- ホテルエルシエント京都八条口（旧・エルイン京都）

新ホテルブランド「ELCIENT（エルシエント）」1号店として、2019年4月1日リブランドオープン（客室数562室）。2026年1月5日～ 9月30日の間、全館改修工事の予定である。
- ホテルエルシエント大阪梅田

「ELCIENT」2号店として2020年8月1日に開業（客室数253室）。当初は同年7月に開業を予定していたが、新型コロナウイルスの感染拡大に伴い開業を延期した。
- ANAホリデイ・インリゾート信濃大町くろよん（旧・くろよんロイヤルホテル、IHG・ANA・ホテルズグループジャパン系列）

2020年7月1日リブランドオープン（客室数73室）。IHG・ANAへ運営を委託している。当初は2020年4月に開業を予定していたが、新型コロナウイルスの感染拡大に伴い開業を延期した。開業により日本国内2番目のホリデイ・インリゾートブランドとなった。2025年初秋、既存棟の北側に天然温泉かけ流しビューバス付きの30部屋(地上3階、地下1階)を備えた新館をオープン予定である。

### くろよん観光事業
- 黒部ダムの展望台売店・黒部ダムレストハウス[6]
- 扇沢駅売店・レストラン扇沢[6]

　北アルプスの山ふところ、長野県境近くの黒部川上流にある黒部ダム周辺の観光施設を運営している。関西電力から関電トンネル電気バス事業における出札・改札など旅客関係業務を委託されている。

### ゴルフ事業
- 日向山高原ゴルフコース

　立山黒部アルペンルートの玄関口に位置する長野県大町市、標高896mにあるツインティー方式18ホールの 林間コースである。2025年4月クラブハウスをリニューアルオープンした。 

### バス事業
- 北アルプス交通

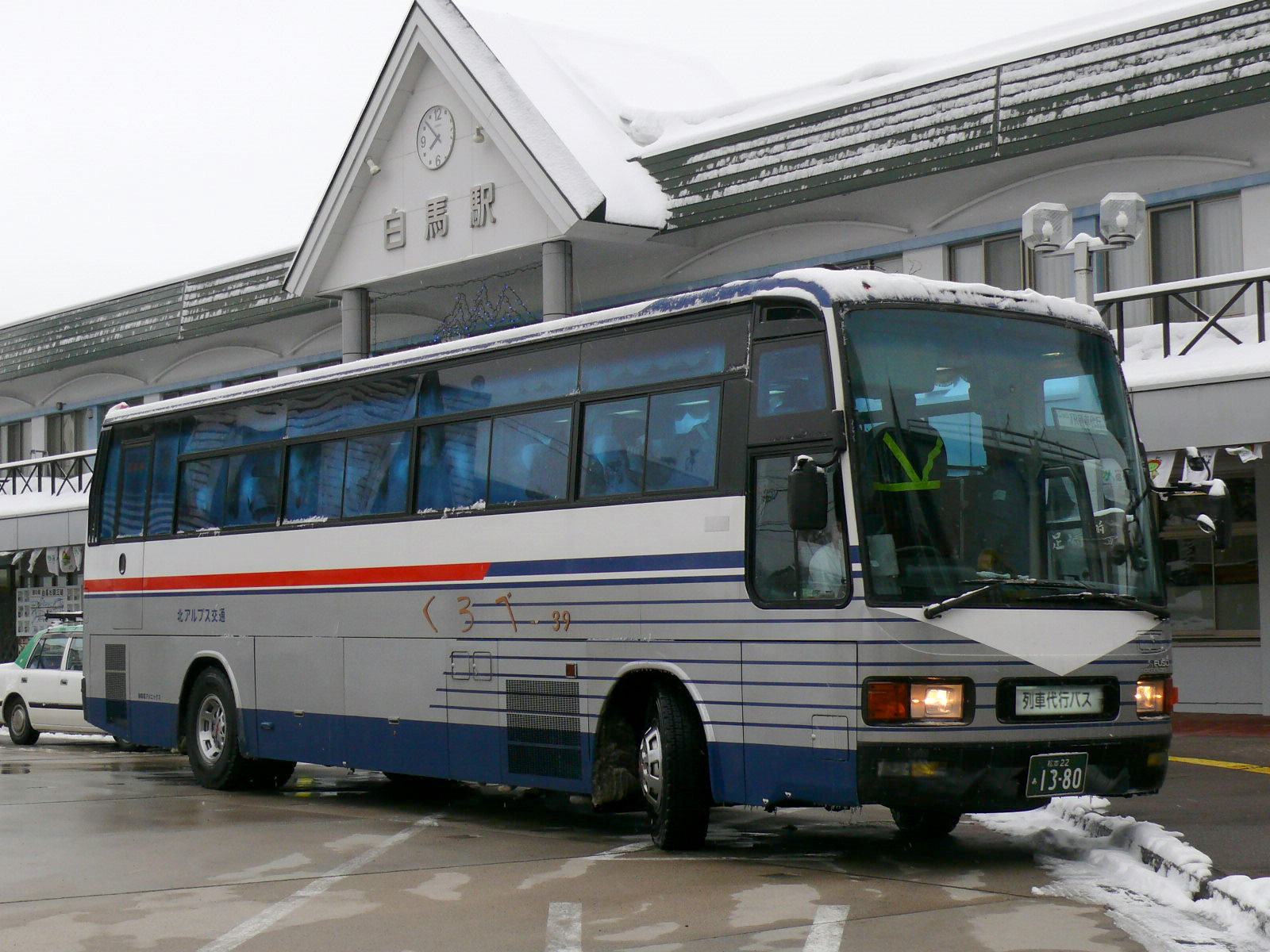
雪の影響の為、大糸線の代行バスとして走る北アルプス交通のバス（2010年）

1961年10月に関電不動産の子会社として設立された北アルプス交通株式会社が前身である。長野県大町市に本社を置いていたが、2004年のグループ再編により株式会社関電アメニックス の 北アルプス交通事業部となった。
一般路線は立山黒部アルペンルートのアクセスとなる信濃大町駅 - 大町温泉郷 - 日向山高原 - 扇沢駅の1路線のみで、アルピコ交通長野支社との共同運行である（2009年11月30日までは松本電気鉄道（現・アルピコ交通）も共同運行事業者だった）。本路線は観光シーズンには多数の乗客があるが、冬季は日向山高原での折り返し運行となり、運行便数も1日3往復程度に削減される。
貸切バス事業では地域需要にも対応したスーパーハイデッカーやサロンバスなどを用意するほか、関西電力関係者や施設見学者の送迎用に専用車の小型貸切バス・中型バスも在籍している。
2010年時点では10台の路線バス車両（扇沢線用5台・大町市コミュニティーバス「ふれあい号」用5台）、貸切バス車両18台（大型貸切バス車両7台、中型貸切バス5台（大町市美麻小中学校スクールバス2台含む）、小型貸切バス6台が在籍している。
 ウィキメディア・コモンズには、北アルプス交通に関するカテゴリがあります。